# Египетские греки
Египетские греки (греч. Έλληνες της Αιγύπτου, араб. اليونانيون في مصر‎) — греческая община в Египте, которая официально насчитывает около 1000 человек (по состоянию на 2012 год).

## История
Греки поселились в Египте ещё в античные времена. Древнегреческие авторы приводят по этому поводу легендарные сведения. Геродот, посетивший Египет в V веке до н. э., утверждал, что греки были одними из первых иностранцев, которые когда-либо жили в этой стране. Диодор Сицилийский передал предание о том, что во времена всемирного потопа Актий, один из Гелиад, построил здесь город Гелиополис, в то время как афиняне построили Саис. Диодор свидетельствует, что хотя все греческие города погибли во время потопа, а египетские, включая Гелиополис и Саис, остались невредимыми.
Исторические источники сообщают о присутствии греков в Египте по крайней мере с VII века до н. э., когда фараоны Позднего царства стали массово привлекать ионийских и карийских наёмников и была основана греческая колония Навкратис. По-настоящему процветающей греческая община в Египте стала в эллинистический период (см. Эллинистический Египет) под руководством правителей династии Птолемеев, основанной диадохом Птолемеем I Сотером. В это время Александрия, основанная Александром Великим, стала центром греческого и всего эллинистического мира. Александрийский маяк считался одним из семи чудес древнего мира, а в пору правления Птолемея II Филадельфа Александрийская библиотека стала крупнейшей. Последним фараоном Египта была греческая принцесса Клеопатра VII.

## XIX—XX века
Несмотря на относительную малочисленность общины в начале 3 тысячелетия, в начале XX века греческая община в Египте, по официальным архивным данным Министерства иностранных дел Греции, достигала более 180 000 человек. Среди них только 132 947 имели греческое гражданство.
Особенно сильной греческая община была в период 1880—1920 годов, когда играла ведущую роль как в экономической, политической, так и культурной жизни государства. Самые известные династии греческих предпринимателей в Египте: Бенакис (Эммануил Бенакис, Антонис Бенакис, Пенелопа Бенаки-Дельта), Сальвагос (Константинос Сальвагос), Родоханакис (Константинос Родоханакис, Михаил Эммануил Родоханакис) и Зервудахис. В частности, греками основан один из ведущих банков страны — Банк Александрии. Из греческой общины в Египте вышли многочисленные художники, писатели, дипломаты и политики. Самый известный из них — поэт с мировым именем Константинос Кавафис.
До 1940-х годов греков насчитывалось до 250 тысяч человек. Основной ячейкой была Александрия, особенно окрестности монастыря и церкви святого Саввы. Также значительная по численности община жила в Думьяте, здесь действовала греческая школа, дом для путешествующих греков и церковь святого Николая. В Каире греческая община появилась в 1856 году в трёх основных районах: Тзуония, Харет-эль Рум (в переводе буквально означает Улица греков) и в Хамзауе. Патриархат расположился в Харет-эль Руме, недалеко от церкви святого Марка. Греческий монастырь Святого Георгия в Старом Каире существует доныне. Он окружён огромной стеной, увенчанной каменной башней. В его стенах действует греческий госпиталь, школа и приют для пожилых и бедных. Несколько менее многочисленные, чем в Александрии и Каире, в конце XIX века греческие общины сформировались в Эль-Мансуре, Порт-Саиде, Танте, в Эз-Заказике.
Во время Балканских войн греческая община Египта направила в Грецию добровольцев и финансировала деятельность госпиталей, предоставляла жильё семьям солдат. Во время Второй мировой войны более 7 тысяч греков Египта сражались на стороне союзников на Ближнем Востоке. Их финансовый вклад достиг 2 500 млн египетских фунтов. После Суэцкого кризиса, в то время как британские и французские рабочие покидали Египет, греки остались.

## Понтийцы Египта
В окрестностях монастыря Святой Екатерины живут бедуины Гембелия, так называемые «понтийские греки пустыни» — древняя греческая община, чья жизнь напрямую связана с монастырём. Говорят они на греческом языке и хранят некоторые христианские традиции, хотя по вероисповеданию мусульмане.
На Синай они пришли во время правления византийского императора Юстиниана, который возвёл монастырь и отправил в пустыню 200 семей из Понта для помощи монахам. В VII—VIII веках общество исламизировалось в результате браков с местными жителями, но при этом Гембелияне по-прежнему говорят на понтийском языке и считают себя потомками ромеев.